# Ставотино (Ярославская область)
Ставотино — село в Гаврилов-Ямском районе Ярославской области России. Административный центр Ставотинского сельского округа Заячье-Холмского сельского поселения.

## География
Село находится в юго-восточной части области, в зоне хвойно-широколиственных лесов, при автодороге 78К-0006, на расстоянии примерно 3 километров (по прямой) к востоку от города Гаврилов-Ям, административного центра района. Абсолютная высота — 160 метров над уровнем моря.

### Климат
Климат характеризуется как умеренно континентальный, с умеренно холодной зимой и относительно тёплым летом. Среднегодовая температура воздуха — 3 — 3,5 °C. Средняя температура воздуха самого холодного месяца (января) — −13,3 °C; самого тёплого месяца (июля) — 18 °C. Вегетационный период длится около 165—170 дней. Годовое количество атмосферных осадков составляет 500—600 мм, из которых большая часть выпадает в тёплый период.

## История
Летний (холодный) каменный пятиглавый храм в селе был построен в 1728 году на средства прихожан. Престол во имя Рождества Христова. Второй зимний (теплый) каменный пятиглавый храм был построен в 1796 году с престолом во имя святителя Николая, архиепископа Мир Ликийских, чудотворца.
В конце XIX — начале XX века село являлось центром Ставотинской волости Ярославского уезда Ярославской губернии.
С 1929 года село являлось центром Ставотинского сельсовета Гаврилов-Ямском районе, с 2005 года — в составе Заячье-Холмского сельского поселения.
До 2016 года в селе действовала Ставотинская основная общеобразовательная школа.

## Население
| 1859 | 2007 | 2010 |
| ---- | ---- | ---- |
| 262  | ↘181 | ↘176 |

### Национальный состав
Согласно результатам переписи 2002 года, в национальной структуре населения русские составляли 99 % из 165 чел.

## Достопримечательности
В селе расположены недействующие Церкви Рождества Христова (1728) и Николая Чудотворца (1796).